# Fußball-Europameisterschaft 1972
Die Endrunde der vierten Fußball-Europameisterschaft wurde (wie zuvor bereits die EM 1968) zunächst in einem Viertelfinale (mit Hin- und Rückspielen) im April und Mai 1972, und danach mit Halbfinale und Finale in einem Mini-Turnier vom 14. bis zum 18. Juni 1972 in Belgien ausgetragen.
Europameister wurde die Bundesrepublik Deutschland im Finale in Brüssel gegen die Sowjetunion. Gastgeber Belgien scheiterte im Halbfinale. Österreich, die DDR und die Schweiz waren bereits in der Qualifikation gescheitert. Torschützenkönig wurde Gerd Müller, dem es als einzigem Spieler in der Endrunde gelang, mehr als ein Tor zu schießen, mit vier Toren. Müller wurde mit elf Toren zudem Torschützenkönig des gesamten Wettbewerbs (einschließlich Qualifikation).

## Qualifikation
An der Qualifikation beteiligten sich 32 Nationalmannschaften, die in acht Gruppen aufgeteilt worden waren. Die Gruppensieger spielten im Vorfeld der Finalrunde ein Viertelfinale mit Hin- und Rückspiel aus. Die Qualifikationsspiele wurden in den Jahren 1970 und 1971 durchgeführt. Die Viertelfinalspiele fanden im April und Mai 1972 statt. Wie bei allen Europameisterschaften bis einschließlich 1976 wurde auch diesmal der Gastgeber der Endrunde erst nach Ermittlung der letzten Vier erkoren.

### Bundesrepublik Deutschland
Die Mannschaft der Bundesrepublik Deutschland spielte in der Qualifikationsgruppe 8 mit Polen, der Türkei und Albanien. Nach der erfolgreichen Fußball-Weltmeisterschaft 1970 in Mexiko begann im Oktober 1970 die Qualifikation mit einem enttäuschenden 1:1 gegen die Türkei in Köln. Erst danach zeigte sich das Gesicht dieser neuen Mannschaft, die alle folgenden Spiele gewann und erst am letzten Spieltag wieder 0:0 gegen Polen in Hamburg spielte. Zu diesem Zeitpunkt war man bereits für das Viertelfinale qualifiziert.
Im Viertelfinale kam es dann zu der legendären Paarung mit England. Der 3:1-Erfolg der deutschen Mannschaft in London (Wembley-Elf) gilt als Geburt der späteren Europameistermannschaft, da sie ersatzgeschwächt antrat und die Ersatzspieler ihre Chance nutzten. Uli Hoeneß erzielte die 1:0-Führung vor der Halbzeit. In der zweiten Halbzeit entwickelte sich das Spiel zu einer Abwehrschlacht. Das permanente Anrennen der Engländer auf das Tor von Sepp Maier wurde in der 77. Minute mit dem Ausgleich durch Francis Lee belohnt. Die Vorentscheidung brachte ein Foulelfmeter in der 85. Minute. Sigfried Held wurde gefoult, den Elfmeter verwandelte Günter Netzer. Drei Minuten später erzielte Gerd Müller nach Zusammenspiel mit Hoeneß das 3:1. Das Rückspiel in Berlin endete 0:0. Damit war die Bundesrepublik Deutschland für die Endrunde qualifiziert.

### DDR
Die Mannschaft der DDR spielte in der Gruppe 7 gegen Jugoslawien, Niederlande und Luxemburg. Die Qualifikation begann zunächst vielversprechend mit einem 1:0-Heimsieg gegen die Niederlande. Doch nach der Heimniederlage gegen Jugoslawien mit 1:2 setzten sich die Jugoslawen als Tabellenführer der Gruppe durch und qualifizierten sich.

### Österreich
Österreich spielte in Gruppe 6 gegen Titelverteidiger Italien sowie Schweden und Irland. Gleich die ersten beiden Spiele wiesen den Österreichern allerdings die Richtung. Die Niederlagen gegen Italien und Schweden waren im Laufe der Qualifikation nicht mehr aufholbar. Italien qualifizierte sich souverän für das Viertelfinale.

### Schweiz
Die Schweiz spielte in Gruppe 3 gegen England, Griechenland und Malta und präsentierte sich überraschend stark. Sie hielt mit den Engländern mit, und so kam es bei den letzten beiden Spielen der Gruppe gegen England zu zwei echten Endspielen. Die Schweiz verlor das Heimspiel mit 2:3. Im Rückspiel erreichte die Schweizer Nationalmannschaft einen Achtungserfolg mit einem 1:1-Unentschieden.

## Spielorte
| Brüssel |

| Anderlecht |

| Lüttich |

| Antwerpen |

| Brüssel |

| Anderlecht |

| Lüttich |

| Antwerpen |

## Teilnehmer
| Sowjetunion (Kader) | BR Deutschland (Kader) | Ungarn (Kader) | Belgien (Kader) |

## Endrunde

### Halbfinale
|                                                 |   |        |           |
| 14. Juni 1972 in Anderlecht (Stade Émile Versé) |   |        |           |
| Sowjetunion                                     | – | Ungarn | 1:0 (0:0) |

Die Sowjetunion konnte sich bis dahin zu allen Endrunden qualifizieren und galt auch in diesem Spiel als Favorit. Zwar stand Lew Jaschin nicht mehr zwischen den Pfosten, doch war Jewgeni Rudakow sein würdiger Nachfolger. Beim Stand von 1:0 für die Sowjetunion hielt er gegen Ungarn in der 83. Minute einen Foulelfmeter. Das spielentscheidende Tor zum 1:0 gelang Anatolij Konkow  in der 53. Minute.
|                                                      |   |                |           |
| 14. Juni 1972 in Antwerpen (Stadion Bosuil – Deurne) |   |                |           |
| Belgien                                              | – | BR Deutschland | 1:2 (0:1) |

Die Mannschaft des DFB galt als Favorit auf den Titel, auch gegen den im Heimvorteil befindlichen Gastgeber Belgien. Gerd Müller erzielte bereits in der 24. Minute die beruhigende Führung für die Deutschen. Die motivierten Belgier gaben sich auch nicht auf, als Gerd Müller in der 71. Minute auf 2:0 erhöhte, und erzielten in der 83. Minute durch Odilon Polleunis den Anschlusstreffer. Die intensiven Bemühungen der Gastgeber in der Schlussphase waren jedoch nicht mehr von Erfolg gekrönt.

### Spiel um Platz 3
|                                              |   |         |           |
| 17. Juni 1972 in Lüttich (Stade de Sclessin) |   |         |           |
| Ungarn                                       | – | Belgien | 1:2 (0:2) |

Belgien bestimmte das Spiel von Beginn an und führte zur Halbzeit mit 2:0 durch Treffer von Raoul Lambert (24. Minute) und dem belgischen Kapitän Paul Van Himst (28. Minute). Ungarn erzielte zwar sehr schnell nach der Halbzeit durch Lajos Kű (53. Minute) per Elfmeter noch den Anschlusstreffer, doch der Sieg der Belgier blieb unangefochten.

### Endspiel
| BR Deutschland                                     | BR Deutschland | Sowjetunion | Sowjetunion |
| -------------------------------------------------- | --- | --- | ----------- |
| BR Deutschland                                     | \| Finale \| \| Sonntag, 18. Juni 1972 in Brüssel (Heysel-Stadion) \| \| Ergebnis: 3:0 (1:0) \| \| Zuschauer: 43.066[4] \| \| Schiedsrichter: Ferdinand Marschall ( Österreich) \| \| Spielbericht \|       | \| Finale \| \| Sonntag, 18. Juni 1972 in Brüssel (Heysel-Stadion) \| \| Ergebnis: 3:0 (1:0) \| \| Zuschauer: 43.066[4] \| \| Schiedsrichter: Ferdinand Marschall ( Österreich) \| \| Spielbericht \| | Sowjetunion |
| BR Deutschland                                     | Sepp Maier – Franz Beckenbauer – Horst-Dieter Höttges, Georg Schwarzenbeck, Paul Breitner – Herbert Wimmer, Günter Netzer, Uli Hoeneß – Jupp Heynckes, Gerd Müller, Erwin Kremers Cheftrainer: Helmut Schön | Jewgeni Rudakow – Murtas Churzilawa – Rewas Dsodsuaschwili, Wolodymyr Kaplytschnyj, Jurij Istomyn – Anatolij Konkow (46. Oleg Dolmatow), Wolodymyr Troschkin, Wiktor Kolotow – Anatoli Baidatschny, Anatoli Banischewski (66. Eduard Kosynkewytsch), Wolodymyr Onyschtschenko Cheftrainer: Alexander Ponomarjow | Sowjetunion |
| BR Deutschland                                     | 1:0 Gerd Müller (27.) 2:0 Herbert Wimmer (52.) 3:0 Gerd Müller (58.) | | Sowjetunion |
| BR Deutschland                                     | Wolodymyr Kaplytschnyj (43.) | | Sowjetunion |
| Finale                                             | | |             |
| Sonntag, 18. Juni 1972 in Brüssel (Heysel-Stadion) | | |             |
| Ergebnis: 3:0 (1:0)                                | | |             |
| Zuschauer: 43.066                                  | | |             |
| Schiedsrichter: Ferdinand Marschall ( Österreich)  | | |             |
| Spielbericht                                       | | |             |

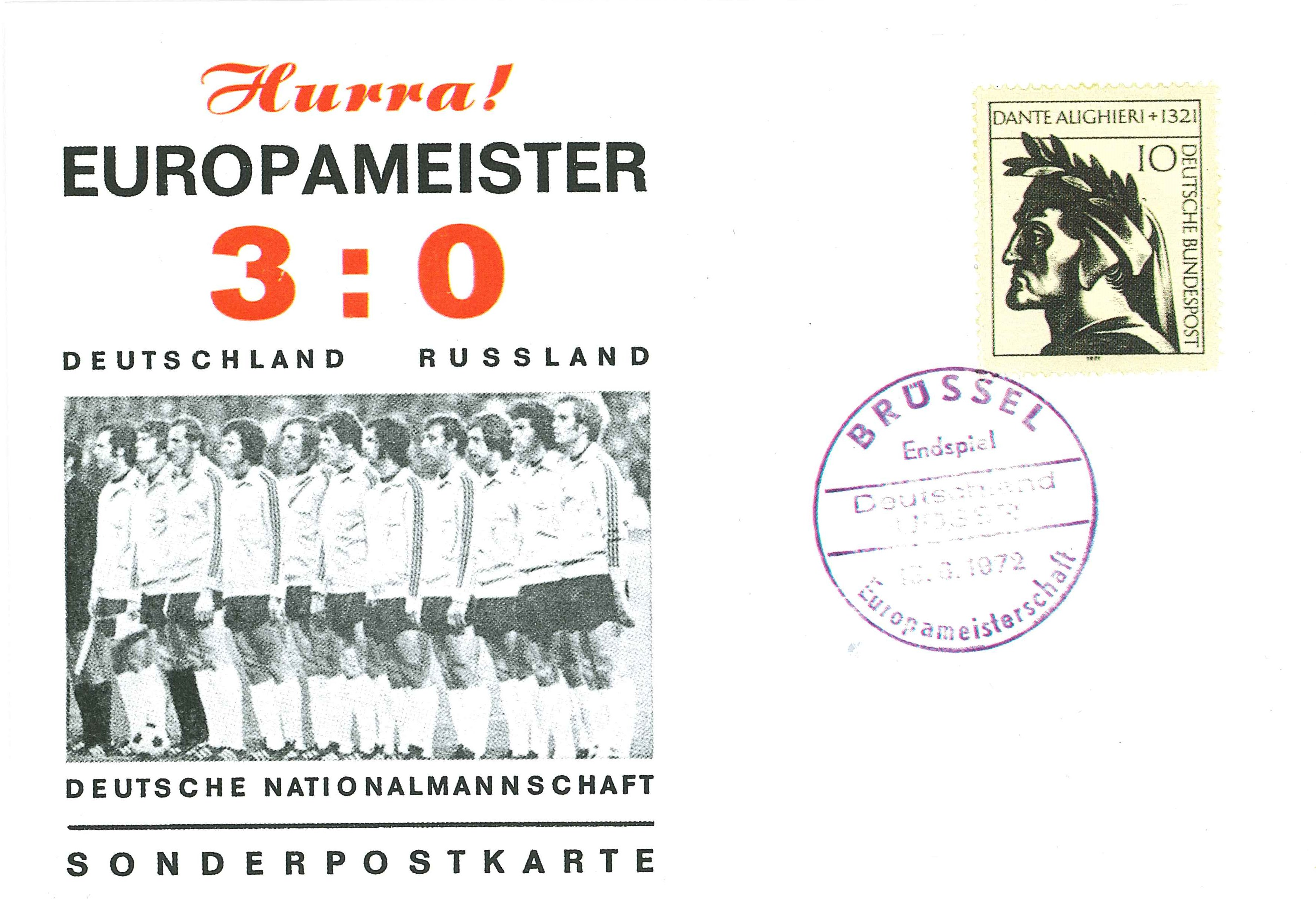
Sonderpostkarte anlässlich des EM-Erfolges

Die Nationalmannschaft holte den ersten Titel seit 1954 nach Deutschland. Bei der Eröffnung des Olympiastadions in München drei Wochen vorher hatte Deutschland die Sowjetunion bereits mit 4:1 besiegt und galt daher als klarer Favorit.
Deutschland ging durch Gerd Müller in der 28. Minute in Führung. Beckenbauer preschte von der Mittellinie bis kurz vor den sowjetischen Strafraum, passte auf Müller, der legte auf Netzer zurück, der mit einem fulminanten Schuss das Lattenkreuz traf. Den Abpraller nahm Heynckes auf, Rudakow konnte nur noch abklatschen, und Müller war zur Stelle. In der 52. Minute erhöhte Herbert „Hacki“ Wimmer nach einer klugen Vorlage von Heynckes, der wiederum von Netzer mit einem mustergültigen Pass bedacht worden war, auf 2:0 – eine Mönchengladbacher Kombination. In der 57. Minute startete „Katsche“ Schwarzenbeck von der Mitte der eigenen Hälfte durch. Über Müller und Heynckes landete der Ball wieder beim nunmehr im sowjetischen Strafraum befindlichen deutschen Vorstopper, der zu Müller ablegte, welcher Torhüter Rudakow keine Chance ließ. Dies markierte den 51. Länderspieltreffer im 41. Länderspiel des sogenannten „Bombers der Nation“. In seiner – der Torausbeute nach – erfolgreichsten Phase in der Nationalmannschaft traf er 14-mal in fünf Länderspielen in Serie.
In der 68. Minute setzte der sowjetische Libero Churzilawa den Ball mit einem kraftvollen Schuss aus knapp 20 Metern auf die Latte des deutschen Tores. Dies war die wohl beste Chance der UdSSR, die aber essentiell in keiner Phase des Spiels ein gleichwertiger Gegner für die DFB-Auswahl war. Die Sowjets versteckten sich nicht und versuchten mitzuspielen, wirkten aber relativ behäbig und kamen kaum einmal gefährlich vor das deutsche Tor.
Die letzten fünf Minuten des Spiels litten darunter, dass zahlreiche deutsche Schlachtenbummler die Ränge verließen und sich zu Hunderten um die Außenlinien des Spielfeldes positionierten. Der Kommentator des englischen BBC-Fernsehens Barry Davies meinte, so etwas sei wohl zuletzt im sogenannten White Horse Final, dem englischen Pokalfinale von 1923 vorgekommen, wenngleich aber auch bei der Weltmeisterschaft zwei Jahre zuvor und bei der Weltmeisterschaft 1966 schon vor dem Schlusspfiff zahlreiche Fans die Nähe zu ihren Idolen suchten.
Schließlich konnte UEFA-Präsident Gustav Wiederkehr ohne größere Probleme dem deutschen Spielführer Franz Beckenbauer den Henri-Delaunay-Pokal übergeben. Betrüblich waren aber Berichte über Ausschreitungen in der Brüsseler Innenstadt nach dem Spiel – Vorboten einer etwas anderen Zeit.
In der deutschen Mannschaft bezeugten Beckenbauer, der überall auf dem Feld zu finden war, Netzer und Müller ihre absolute Weltklasse. Maier stand nicht nach, genauso wenig wie Breitner und Wimmer. Bei den Sowjets darf sich Rudakow rühmen, mit dem ein oder anderen starken Reflex einige deutsche Großchancen vereitelt zu haben.

## Auszeichnungen

### Ehrungen der Europameister
Günter Netzer wurde zum Fußballer des Jahres in der Bundesrepublik und Franz Beckenbauer zu Europas Fußballer des Jahres gewählt, wobei mit Gerd Müller und Günter Netzer erstmals zwei Spieler aus dem gleichen Verband wie der Sieger gemeinsam Platz 2 belegten. Bei der Wahl zur Mannschaft des Jahres musste die Nationalmannschaft der Hockeynationalmannschaft den Vortritt überlassen, da diese überraschend bei den Olympischen Spielen in München die Goldmedaille gewonnen hatte.

### All-Star-Team
Ein offizielles UEFA-All-Star-Team der wertvollsten Spieler eines Turniers wurde erstmals bei der Europameisterschaft 1996 in England gewählt. Für die Zusammenstellung der besten Spieler der EM 1972 wurde von der UEFA folgendes Team ausgewählt:
| Torhüter                       | Abwehr                                                                 | Mittelfeld                              | Stürmer                                 |
| ------------------------------ | ---------------------------------------------------------------------- | --------------------------------------- | --------------------------------------- |
| Jewgeni Wassiljewitsch Rudakow | Rewas Dsodsuaschwili Murtas Churzilawa Franz Beckenbauer Paul Breitner | Uli Hoeneß Günter Netzer Herbert Wimmer | Jupp Heynckes Raoul Lambert Gerd Müller |

## Torschützenliste (Endrunde)
| Rang | Spieler         | Tore |
| ---- | --------------- | ---- |
| 1    | Gerd Müller     | 4    |
| 2    | Anatolij Konkow | 1    |
|      | Lajos Kü        | 1    |
|      | Raoul Lambert   | 1    |
|      | Lon Polleunis   | 1    |
|      | Paul Van Himst  | 1    |
|      | Herbert Wimmer  | 1    |

Torschützenkönig des gesamten Wettbewerbs wurde ebenfalls Gerd Müller mit 11 Toren.